# Elezioni parlamentari in Sudan del 1986
Le elezioni parlamentari in Sudan del 1986 si tennero tra il 1º e il 12 aprile per il rinnovo dell'Assemblea nazionale; si trattò delle prime elezioni libere dopo il regime di Ja'far al-Nimeyri.
In seguito all'esito elettorale, Sadiq al-Mahdi, esponente del Partito della Nazione, divenne Primo ministro; Ahmed al-Mirghani, espressione del Partito Unionista Democratico, fu nominato Presidente.
Nel 1989 sia al-Mahdi che al-Mirghani furono esautorati a seguito del colpo di Stato di Omar al-Bashir, che si proclamò Presidente (mentre la carica di Primo ministro fu abolita).

## Risultati
| Liste                                                    | Voti      | %     | Seggi |
| -------------------------------------------------------- | --------- | ----- | ----- |
| Partito della Nazione                                    | 1.860.578 | 38,46 | 100   |
| Partito Unionista Democratico                            | 1.172.176 | 24,23 | 63    |
| Fronte Islamico Nazionale                                | 949.154   | 19,62 | 51    |
| Partito Progressista del Popolo                          | 186.251   | 3,85  | 10    |
| Associazione Politica del Sudan del Sud                  | 149.089   | 3,08  | 8     |
| Partito Nazionale del Sudan                              | 148.988   | 3,08  | 8     |
| Organizzazione Popolare del Congresso Africano del Sudan | 130.620   | 2,70  | 7     |
| Partito Comunista Sudanese                               | 55.633    | 1,15  | 3     |
| Partito del Congresso Africano del Sudan                 | 37.250    | 0,77  | 2     |
| Partito Federale del Popolo Sudanese                     | 18.385    | 0,38  | 1     |
| Congresso Beja                                           | 18.298    | 0,38  | 1     |
| Indipendenti                                             | 111.266   | 2,30  | 6     |
| Totale                                                   | 4.837.688 |       | 260   |